# Jürgen Kropp

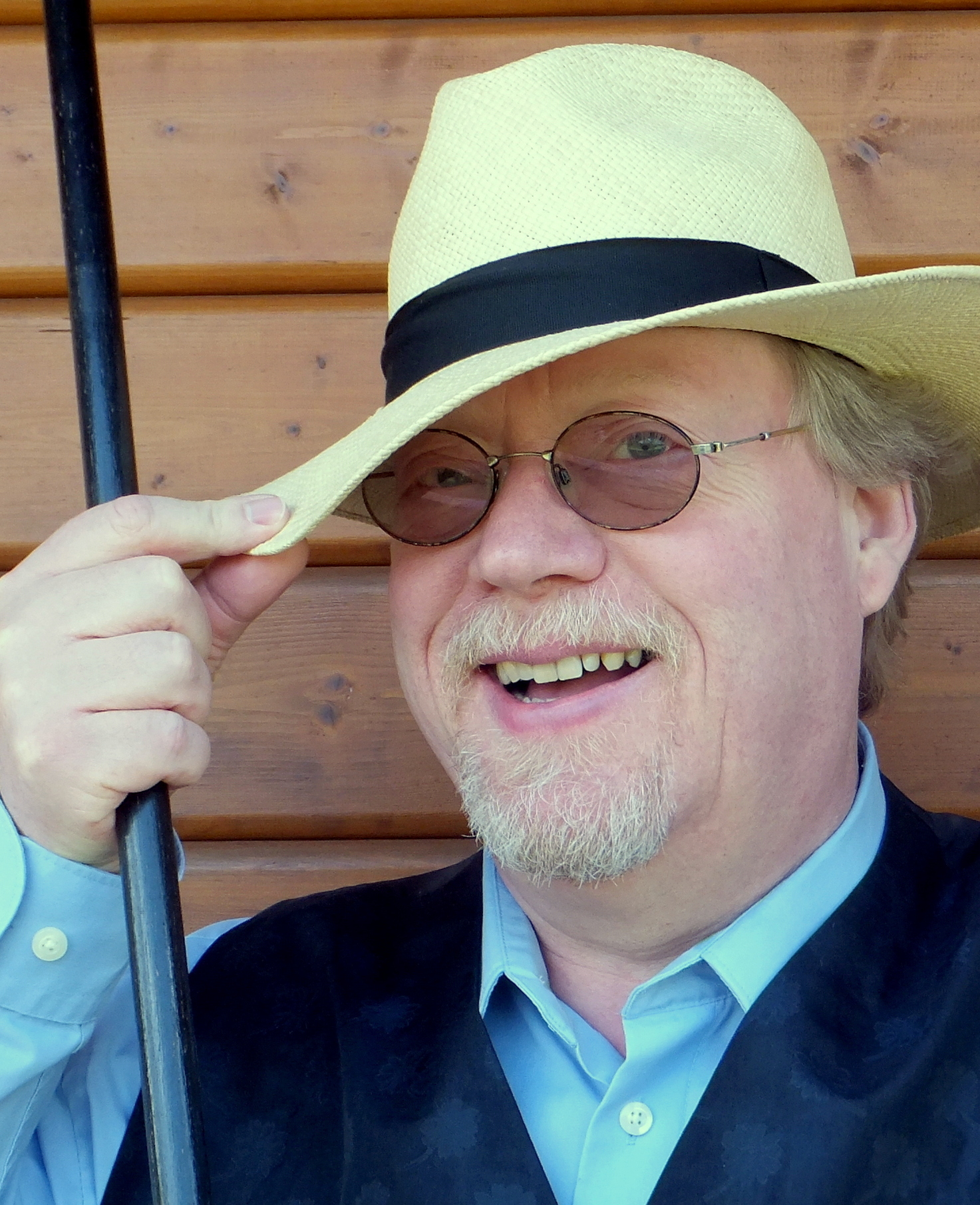
Jürgen Kropp (2013)

Jürgen Kropp (* 8. Mai 1955 in Büdelsdorf, Schleswig-Holstein) ist ein deutscher Autor und Dramaturg.

## Biographie
Kropp lebt und arbeitet in Blickstedt bei Kiel. Er schreibt in Hoch- und Plattdeutsch: Lyrik, Prosa und Theaterstücke. Im Mittelpunkt seiner einfühlsamen Werke steht das Ich, das der Umwelt in einer dialektischen Spannung gegenüber steht: zwischen Heimat und Fremde, Bindung und Ausbruch, Hierbleiben und Fortgehen.

## Werke (Auswahl)

### Hochdeutsche Bühnenwerke
- Der Amateursuppenkochwettbewerb. (22 Kurzspiele), Verden 1990
- Montebello oder Besucht uns doch mal. Verden 1997
- Der Froschkönig. (Märchenstück frei nach Grimm), Verden 1997
- Gutbürgerlich. Ein Essen für eine Person. München 1999
- Acapulco. München 1999
- Backpflaumen. Ein Reigen. München 1999
- IH-BÄI. Ein Ersteigerungsmonolog. Trier 2011
- Durchbruch. Ein Kunst-Stück. Trier 2011
- Auf dem Weg. Ein Dazwischenspiel. Trier 2011

### Niederdeutsche Komödien u.a.
- De dulle Greet. Verden 1990
- Över Kopp. (niederdeutsches Lustspiel), Verden 1992
- Dat Jubiläumsstück. (niederdeutscher Klamauk), Verden 1993
- Montebello oder Kaamt doch mal vörbi. Verden 1995
- Kalle alaaf oder Karneval in Büggelsdörp. Verden 1998

### Verschiedenes
- Tweihbraken Rauh. (niederdeutsche Gedichte), Göttingen 1988
- Geschichten aus W. Bremen 1989
- Der Sturz des Herrn Leonberger in ein Loch. (Kurzgeschichten), Verden 1990, 2. Aufl. 1997
- Nix för Frömde. (Bilder aus Venedig; niederd./hochd./ital.), Bremen 1998
- Ut'n Tritt. (gesammelte niederdeutsche Erzählungen), Goldebek 2007
- Afdanz. (niederdeutscher Gedichtzyklus), Heide 2008
- In't Düüstern. (niederdeutsche Erzählung), Hamburg 2013
- Allens in'e Reeg. (niederdeutsche Erzählung), Hamburg 2014
- Ganz alleen. En Dodendanz (Totentanz) in fief Slääg. (niederdeutscher Gedichtzyklus), Heide 2014
- Glasfiedeltöön. En Danzleven. (niederdeutsche Lyrik), Fischerhude 2017, ISBN 978-3-96045-092-4
- Ut de Kehr. (gesammelte niederdeutsche Erzählungen), Hamburg 2017, ISBN 978-3876514413

- außerdem zahlreiche Dramatisierungen, Bearbeitungen, Übersetzungen ins Niederdeutsche; Beiträge in Zeitschriften und Anthologien; Hörfunkbeiträge (Radio Bremen, z. B. Kastendiek und Bischoff); Texte für die Bremer Eiswette; öffentliche Lesungen im In- und Ausland

## Auszeichnungen/Preise
- 1984 Förderpreis des Klaus-Groth-Preises
- 1985 Freudenthal-Preis
- 1993 Freudenthal-Preis
- 1998 Preis des NDR-Wettbewerbs „Vertell doch mal“
- 1999 Preis des NDR-Wettbewerbs „Vertell doch mal“
- 2002 Borsla-Preis
- 2003 Freudenthal-Preis
- 2004 Preis des NDR-Wettbewerbs „Vertell doch mal“
- 2007 Klaus-Groth-Preis der Stadt Heide
- 2012 Borsla-Preis
- 2013 Klaus-Groth-Preis der Stadt Heide
- 2013 Freudenthal-Preis
- 2014 Preis des NDR-Wettbewerbs „Vertell doch mal“
- 2015 Johann-Friedrich-Dirks-Preis der Stadt Emden (2. Preis)
- 2015 Preis des NDR-Wettbewerbs „Vertell doch mal“
- 2015 Klaus-Groth-Preis der Stadt Heide (2. Platz)
- 2016 Fritz-Reuter-Preis (Hamburg) der Carl-Toepfer-Stiftung
- 2023 Preis des NDR-Wettbewerbs „Vertell doch mal“